# Вълковци
Вълковци е село в Северна България. То се намира в община Трявна, Габровска област.
Към 1934 г. селото има 34 жители. В днешно време няма постоянно население. Влиза в землището на с. Черновръх.